# Charles Graux
Pour les articles homonymes, voir Graux.
Charles Graux, né à Bruxelles le 4 janvier 1837 et mort à Ixelles le 22 janvier 1910, est un avocat, professeur d'université et homme politique libéral belge.

## Biographie
Charles Alexandre Louis Graux est le fils de Pierre Graux, médecin clinicien et professeur à la Faculté de médecine, et de Jeanne Cans. Sa mère est la sœur du député Léon Cans. En 1864, il épouse Hélène Vautier, fille du président du Tribunal de première instance de Bruxelles.
Charles Graux fait des études secondaires à l'Athénée royal de Bruxelles et des études universitaires en droit à l'Université de Bruxelles d'où il sort docteur en droit le 9 août 1859. Pour compléter sa formation juridique, il suit les cours au Collège de France et à la Faculté de droit de Paris. Fin 1860, il s'inscrit comme avocat au barreau de Bruxelles.
À partir de 1875, il est professeur de droit criminel à l'Université de Bruxelles jusqu'en 1878 quand il accède à des fonctions ministérielles. En 1890, il est élu administrateur-inspecteur de l'Université de Bruxelles. Il reste à ce poste jusqu'en 1909.
Le 11 juin 1878, il est élu sénateur libéral de Bruxelles et est presque immédiatement nommé ministre des Finances dans le gouvernement Frère-Orban II. Il occupe ce dernier poste jusqu'au 11 juin 1884. Pour combler le déficit creusé par les gouvernements précédents et pour développer l'instruction publique, il se voit contraint d'augmenter les impôts, mesure impopulaire.
Il est membre du sénat jusqu'en 1888. Le 24 novembre 1890, il est élu député à la Chambre des représentants et le reste jusqu'en 1894. Après avoir abandonné la politique, il retourne à son métier d'avocat et est à deux reprises bâtonnier du barreau de Bruxelles. Il y brille par son éloquence dans des affaires civiles et criminelles qui émeuvent l'opinion.
Le 10 mai 1900, il est nommé ministre d'État par le roi Léopold II.
À la suite de son décès à Ixelles le 22 janvier 1910, il est inhumé au cimetière d'Ixelles.

## Hommages et distinctions
Une place d'Ixelles (commune de Bruxelles) porte son nom et le Palais de justice de Bruxelles héberge un buste de Charles Graux, œuvre de Godefroid Devreese.
Les distinctions suivantes lui ont été décernées :
- Grand officier de l'ordre de Léopold (Belgique) ;
- Grand-croix de l'ordre de la Couronne d'Italie ;
- Grand-croix de l'ordre du Christ (Portugal) ;
- Chevalier 1ère classe de l'ordre de la Couronne de fer (Autriche).

## Sources
1. 1 2  Nadine Lubelski-Bernard, Nouvelle biographie nationale - Volume 1, Bruxelles, Académie royale des sciences, des lettres et des beaux-arts de Belgique, 1988, 374 p. (lire en ligne), p. 112-118
2. 1 2 3  « Mort de Charles Graux », Le Soir,‎ 23 janvier 1910, p. 2